# Тонка плівка
То́нка плі́вка — фізичний термін, який означає шар матеріалу, товщиною від кількох нанометрів до кількох мікрон.
Термін тонка плівка використовується у фізиці в тих випадках, коли завдяки малій товщині шар матеріалу має властивості, відмінні від властивостей об'ємного матеріалу. Наприклад, в оптиці тонкими плівками називають плівки, товщина яких порівняна з довжиною хвилі світла, тобто в діапазоні десятих мікрона. З іншого боку, для виготовлення напівпрозорих дзеркал, потрібна ще менша товщина в нанометровому діапазоні.
Вивчення властивостей тонких плівок виділилося в окрему область фізики й технології. Крім оптики тонкі плівки широко використовуються також у напівпровідниковій електроніці.

## Технології вирощування
Методи вирощування тонких плівок поділяються на хімічні та фізичні.

### Хімічні методи
До хімічних методів належить плакування, хімічне осадження з розчину та хімічне осадження з парової фази.

### Фізичні методи
До фізичних методів вирощування плівок належить фізичне осадження з парової фази, розпилення, імпульсне лазерне напилення, іонно-променева епітаксія, молекулярно-променева епітаксія.
Фізичні методи зазвичай дозволяють краще контролювати товщину і якість плівки, але вони набагато повільніші. За допомогою молекулярно-променевої епітаксії можна наносити на підкладку одноатомні шари матеріалу.